# Contre-la-montre féminin aux championnats du monde de cyclisme sur route 2015
Navigation
Ponferrada 2014 Qatar 2016
Le contre-la-montre féminin des championnats du monde de cyclisme sur route 2015 a eu lieu le 22 septembre 2015 à Richmond, en Virginie, aux États-Unis.

## Classement
|                           | Coureur                  | Pays                       | Temps           |
| ------------------------- | ------------------------ | -------------------------- | --------------- |
| Médaille d'or, monde      | Linda Villumsen          | Nouvelle-Zélande           | 40 min 29 s 87  |
| Médaille d'argent, monde  | Anna van der Breggen     | Pays-Bas                   | + 2 s 54        |
| Médaille de bronze, monde | Lisa Brennauer           | Allemagne                  | + 5 s 26        |
| 4                         | Katrin Garfoot           | Australie                  | + 9 s 32        |
| 5                         | Kristin Armstrong        | États-Unis                 | + 20 s 58       |
| 6                         | Evelyn Stevens           | États-Unis                 | + 26 s 58       |
| 7                         | Ellen van Dijk           | Pays-Bas                   | + 53 s 98       |
| 8                         | Alena Amialiusik         | Biélorussie                | + 1 min 6 s 03  |
| 9                         | Ann-Sophie Duyck         | Belgique                   | + 1 min 19 s 20 |
| 10                        | Trixi Worrack            | Allemagne                  | + 1 min 19 s 41 |
| 11                        | Tatiana Antoshina        | Russie                     | + 1 min 21 s 36 |
| 12                        | Martina Sáblíková        | Tchéquie                   | + 1 min 21 s 94 |
| 13                        | Tara Whitten             | Canada                     | + 1 min 26 s 23 |
| 14                        | Carmen Small             | États-Unis                 | + 1 min 27 s 59 |
| 15                        | Karol-Ann Canuel         | Canada                     | + 1 min 32 s 49 |
| 16                        | Hanna Solovey            | Ukraine                    | + 1 min 38 s 50 |
| 17                        | Emma Johansson           | Suède                      | + 1 min 48 s 06 |
| 18                        | Eri Yonamine             | Japon                      | + 2 min 10 s 35 |
| 19                        | Mieke Kröger             | Allemagne                  | + 2 min 20 s 78 |
| 20                        | Katarzyna Pawłowska      | Pologne                    | + 2 min 23 s 16 |
| 21                        | Christine Majerus        | Luxembourg                 | + 2 min 26 s 33 |
| 22                        | Eugenia Bujak            | Pologne                    | + 2 min 29 s 32 |
| 23                        | Audrey Cordon            | France                     | + 2 min 39 s 51 |
| 24                        | Doris Schweizer          | Suisse                     | + 2 min 42 s 79 |
| 25                        | Cecilie Gotaas Johnsen   | Norvège                    | + 2 min 47 s 45 |
| 26                        | Hayley Simmonds          | Royaume-Uni                | + 2 min 54 s 41 |
| 27                        | Aude Biannic             | France                     | + 3 min 11 s 17 |
| 28                        | Siobhan Horgan           | Irlande                    | + 3 min 16 s 91 |
| 29                        | Martina Ritter           | Autriche                   | + 3 min 33 s 01 |
| 30                        | Silvia Valsecchi         | Italie                     | + 3 min 34 s 55 |
| 31                        | Svetlana Vasilieva       | Russie                     | + 3 min 49 s 29 |
| 32                        | Lotta Lepistö            | Finlande                   | + 3 min 54 s 90 |
| 33                        | Corinna Lechner          | Allemagne                  | + 3 min 56 s 32 |
| 34                        | Kathryn Bertine          | Saint-Christophe-et-Niévès | + 4 min 7 s 07  |
| 35                        | Evelyn García            | Salvador                   | + 4 min 9 s 27  |
| 36                        | Daiva Tušlaitė           | Lituanie                   | + 4 min 11 s 17 |
| 37                        | Lija Laizāne             | Lettonie                   | + 4 min 12 s 91 |
| 38                        | Enkhjargal Tüvshinjargal | Mongolie                   | + 4 min 15 s 96 |
| 39                        | Olga Shekel              | Ukraine                    | + 4 min 16 s 03 |
| 40                        | Sheyla Gutiérrez         | Espagne                    | + 4 min 40 s 47 |
| 41                        | Camilla Møllebro         | Danemark                   | + 4 min 49 s 84 |
| 42                        | Ingrid Drexel            | Mexique                    | + 5 min 24 s 37 |
| 43                        | Serika Gulumá            | Colombie                   | + 5 min 52 s 66 |
| 44                        | Jeanne D'arc Girubuntu   | Rwanda                     | + 7 min 11 s 84 |